# Fast Green FCF
Fast Green FCF, auch Echtgrün FCF, Food green 3, FD&C Green No. 3, Green 1724, Solid Green FCF, und C.I. 42053, ist ein bläulich-grüner Triphenylmethanfarbstoff, welcher außerhalb der EU als Lebensmittelfarbe E143 verwendet wird.

## Eigenschaften

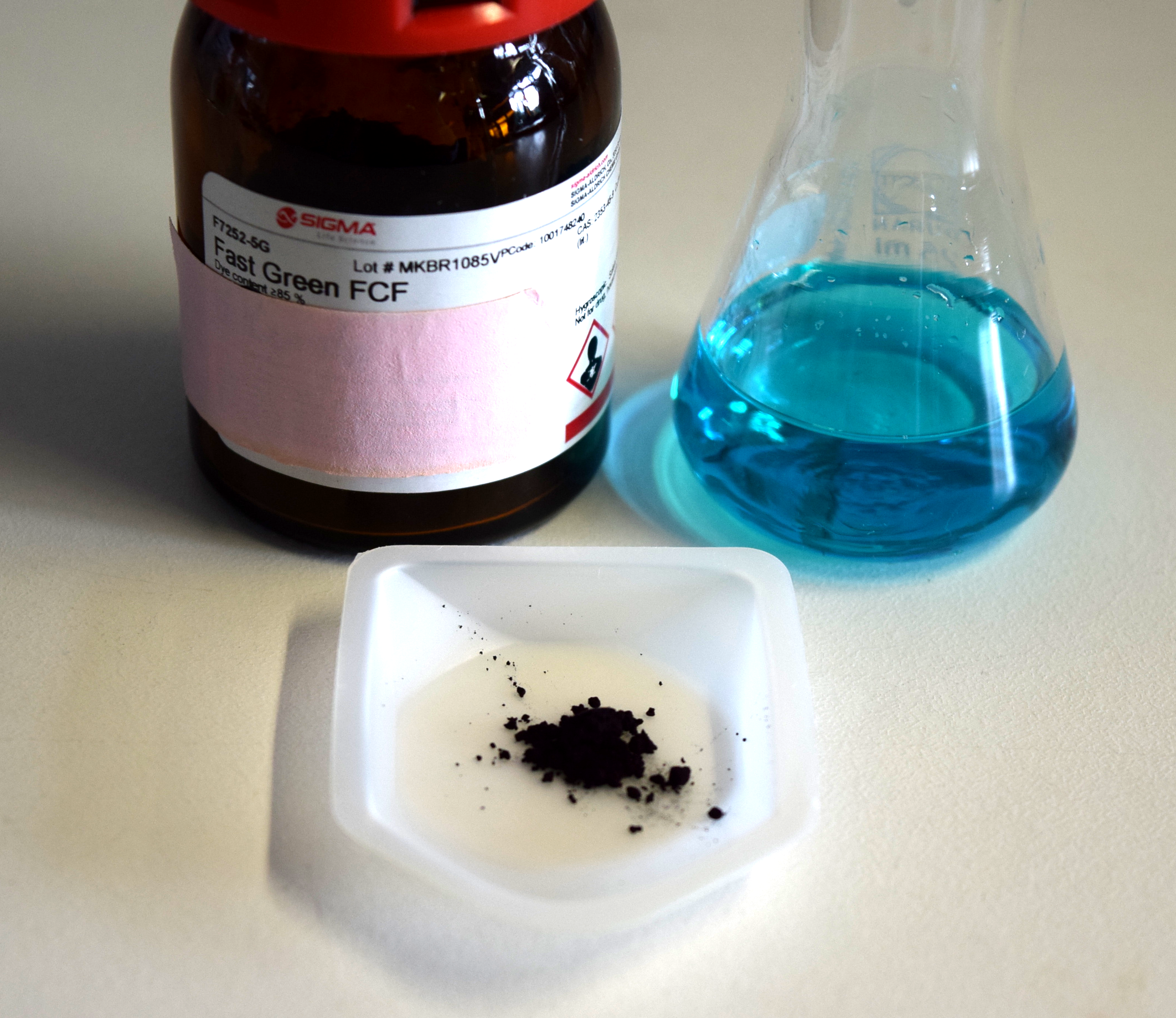
Fast Green FCF als Reinsubstanz und in wässriger Lösung.

Fast Green FCF (von engl. for coloring food ‚zur Lebensmittelfärbung‘) wird in der Histologie als Ersatz für Lichtgrün SF in der Masson-Trichromfärbung verwendet, da seine Farbe kräftiger ist und weniger mit der Zeit ausbleicht. Fast Green FCF wird bei alkalischem pH-Wert zur Anfärbung von Histonen nach einer DNA-Reinigung verwendet. In der Agarose-Gelelektrophorese wird Fast Green FCF gelegentlich dem Probenpuffer zugesetzt, wo es zur Markierung der Laufmittelfront verwendet wird. In der SDS-PAGE und im Western Blot wird es gelegentlich zur reversiblen Proteinanfärbung verwendet. Das Absorptionsmaximum liegt bei 620–625 nm.
Fast Green FCF wird kaum im Darm aufgenommen. Fast Green FCF ist unter anderem nicht in der EU als Lebensmittelzusatzstoff zugelassen. In den USA wird es Konservendosen von Erbsen und anderen grünen Gemüsen, Wackelpudding, Saucen, Fischen, Desserts, und Backwaren bis zu 100 mg/kg zugesetzt.
In Tierversuchen wurden karzinogene Effekte festgestellt, sowie mutagene Effekte in Zellkulturen, Versuchstieren und Menschen. In höheren Konzentrationen kann es zu Reizungen der Augen, der Haut, des Verdauungstrakts und der Atemwege führen. Fast Green FCF besitzt in Zellkulturen neurotoxische Eigenschaften.